# TV on the Radio
TV on the Radio (često navođen skraćenicom TVotR) je američki rok sastav formiran 2001. godine u Njujorku. Repertoar je poznat po svojoj žanrovskoj širini i uključuje post-pank, fri džez, a kapela, du-vop, soul, šugejz i elektro. Grupa je izdala nekoliko EP-ova, uključujući debi Young Liars (2003), te tri albuma - Desperate Youth, Blood Thirsty Babes (2004), Return to Cookie Mountain (2006) i Dear Science (2008). Časopis Rolling Stone je proglasio Return to Cookie Mountain četvrtim najboljim albumom 2006. godine, a časopis Spin ih je proglasio najboljim izvođačima godine 2006.

## Diskografija

### Studijski albumi
- (2002)
- (2003)
- (2004)
- (2004)
- (2006)
- (2007)
- , (2008)

### Singlovi
- [CD & 7"] (2004)
- [CD & 7"] (2004)
- (2005) (besplatno skidanje)
- [CD & 7"] (2006)[1]
- [7"] (2007)
- (2008)

### Remiksi
- (TV on the Radio Remix) (2007)
- (TV on the Radio Remix)
- (Dave Sitek Remix) (2005)
- (Dave Sitek Remix) (2007)
- (Dave Sitek Remix) (2007)
- (Dave Sitek Remix) (2006)

### Videografija
- (mart 2004, režija Eliot Džokelson)
- (maj 2004, režija Eliot Džokelson & UVPhactory)
- (avgust 2006, režija Li Lenoks)
- (septembar 2006, režija Džon Vats)
- (januar 2007, režija Džef Ševen)
- (maj 2007, režija Danijel Garsija & Mixtape Club= Kris Smit, Džesi Kejsi & Mišel Higa, polu-služben s obzirom na to da mu je namera bila promovisati kompilacijski album Adult Swim-a zvan Warm & Scratchy)
- (septembar 2008, režija Petro Papahadopulos)
- (septembar 2008, režija Brajen i Bred Palmer (Surround))

## Spoljašnje veze
- Zvanična prezentacija
- TV on the Radio na sajtu